# Dan Milisavljevic
Dan Milisavljevic – kanadyjski astronom. Wchodził w skład zespołu, który w latach 2001–2002 odkrył trzy księżyce Urana – Ferdynanda, Trinkulo i Francisco, oraz cztery księżyce Neptuna – Halimede, Sao, Laomedeę i Neso.

## Życiorys
W 2004 roku Milisavljevic otrzymał licencjat przy McMaster University, gdzie brał udział w prestiżowym programie McMaster Arts and Science, oraz otrzymał stypendium Commonwealth Scholarship, co umożliwiło mu naukę w London School of Economics. Tam w 2005 roku został magistrem filozofii i historii nauki, zaś jego praca magisterska dotyczyła interpretacji mechaniki kwantowej. W 2011 roku uzyskał stopień doktora (Ph.D.) fizyki i astronomii w Dartmouth College.
W latach 2011–2014 pracował na Harvard University, od 2014 pracuje w Smithsonian Astrophysical Observatory.